# Calico
Calico LLC (аббр. от «California Life Company») — независимая научно-исследовательская компания биотехнологий, основанная в 2013 Google Inc. и Артуром Д. Левинсоном с целью борьбы со старением и сопутствующими ему заболеваниями. В 2013 году в письме Основателей Google Ларри Пейдж назвал Calico компанией, сосредоточенной на «здоровье, благополучии и долголетии».
В 2015 году Google Inc. провела реструктуризацию в Alphabet Inc, где Google и Calico стали двумя филиалами новой компании наряду с другими.

## Партнерские соглашения
В сентябре 2014 было объявлено, что Calico, в сотрудничестве с AbbVie, откроет научно-исследовательский центр, сосредоточенный на проблемах старения и возрастных болезнях, таких как нейродегенерация и рак. Первоначально каждая из двух компаний инвестирует 350 млн $ с возможностью для каждой добавить дополнительные 500 млн $ позже. В том же месяце Calico сообщила о сотрудничестве с Юго-Западным Медицинским центром Техасского университета в Далласе и компанией 2M в разработке лекарственного средства от нейродегенеративных нарушений.
В 2015 году институты MIT и Гарварда объявили о партнерстве с Calico для «продвижения исследований по возрастным заболеваниям и их терапии». Позже было объявлено о сотрудничестве с Институтом исследований проблем старения Бака. Кроме того, в 2015 году Calico сообщила о партнерстве с QB3, основанном на изучении биологии старения и определении потенциальных терапевтических средств для лечения возрастных заболеваний и с AncestryDNA для проведения исследований в области генетической продолжительности жизни человека.

## NAMPT усилитель
Calico лицензировала экспериментальные аналоги наркотиков соединения P7C3, участвующих в повышении активности фермента никотинамида фосфорибозилтрансферазы, который играет определенную роль в биосинтезе никотинамидадениндинуклеотида. Комплексы P7C3, как ранее указывалось во многих публикациях, оказались полезными для возрастной нейродегенерации подопытных животных. Партнерство с 2M включает финансирование разработки медикаментов.

## Модуляторы комплексной стресс-релаксации
Calico вступила в сотрудничество с Питером Уолтером и его лабораторией в Калифорнийском университете в Сан-Франциско для разработки своей технологии, модулирующей Integrated Stress Response (ISR), ряд биохимических путей, активирующихся в ответ на стресс. Исследование является перспективным для решения проблемы «понижения когнитивных функций, связанного с возрастом».